# IC 725
IC 725 је елиптична галаксија у сазвјежђу Дјевица која се налази на листи објеката дубоког неба у Индекс каталогу.
Деклинација објекта је - 1° 40' 6" а ректасцензија 11h 43m 29,4s. Привидна величина (магнитуда) објекта IC 725 износи 14,1 а фотографска магнитуда 15,1. IC 725 је још познат и под ознакама CGCG 12-65, PGC 36444.